# 센서 목록
아래는 센서 유형에 따른 센서 목록이다.

## 음향, 소리, 진동
- 수진기
- 하이드로폰
- 레이스 센서
- 마이크로폰
- 지진계
- 청음기

## 자동차 센서
- 홀 센서
- 산소 센서 (o2)

## 화학
- 음주측정기
- 이산화 탄소 센서
- 산소 센서
- 연기 감지기

## 전류, 자기
- 검류계
- 홀 센서
- 자기저항효과
- 금속 탐지기
- 방향탐지기

## 환경, 날씨, 수분, 습도
- 습도계
- 우량계
- 지진계
- 설량계

## 흐름, 유속
- 풍속계
- 양수기

## 이온화 방사선, 원자 구성 입자
- 안개 상자
- 가이거 계수기
- 가이거-뮐러 계수관

## 탐험 기구
- 고도계
- 자이로스코프
- 관성항법장치
- 나침반
- 자기 유체 역학
- 링 레이저 자이로스코프
- 코리올리 진동 자이로스코프

## 위치, 각도, 거리, 속도, 가속도
- 정전식 감응
- 가속도계
- 코리올리 진동 자이로스코프
- 경사계
- 레이저 레이다
- 경사계
- 타코미터
- 초광대역 레이다

## 빛, 이미징
- 전하결합소자
- 불꽃감지기
- 적외선 센서
- 광섬유 센서
- 광다이오드
- 광전 증폭관 튜브
- 광전 증폭관
- 광전관

## 압력
- 기압계
- 피에조미터

## 힘, 밀도, 수준
- 점도계

## 열, 온도
- 바이메탈
- 불꽃감지기
- 저항 온도계
- 온도계
- 서미스터
- 열전대
- 온도계

## 근접도
- 도플러 레이다

## 센서 기술
- 바이오칩
- 바이오센서
- 파브리-페로 간섭계
- 이미지 센서
- 랩온어칩
- 레이다
- 합성개구레이다
- 소나
- 휘트스톤 브리지
- 무선 센서 네트워크

## 속도 센서
- 속도계
- 피토 튜브
- 레이저 레이다
- 도플러 레이다

## 기타
- 자기공명영상
- 광결맞음단층영상
- 거짓말 탐지기
- 양전자 방출 단층촬영
- 푸시 브룸 스캐너
- 양자화 (정보 이론)
- 초전도 양자 간섭 장치, 초전도 양자 간섭 장치